# Église Saint-André de Burzet
L'église Saint-André est une église située en France sur la commune de Burzet, dans le département de l'Ardèche en région Auvergne-Rhône-Alpes.

## Localisation
L'église est située sur la commune de Burzet, dans le département français de l'Ardèche.

## Description

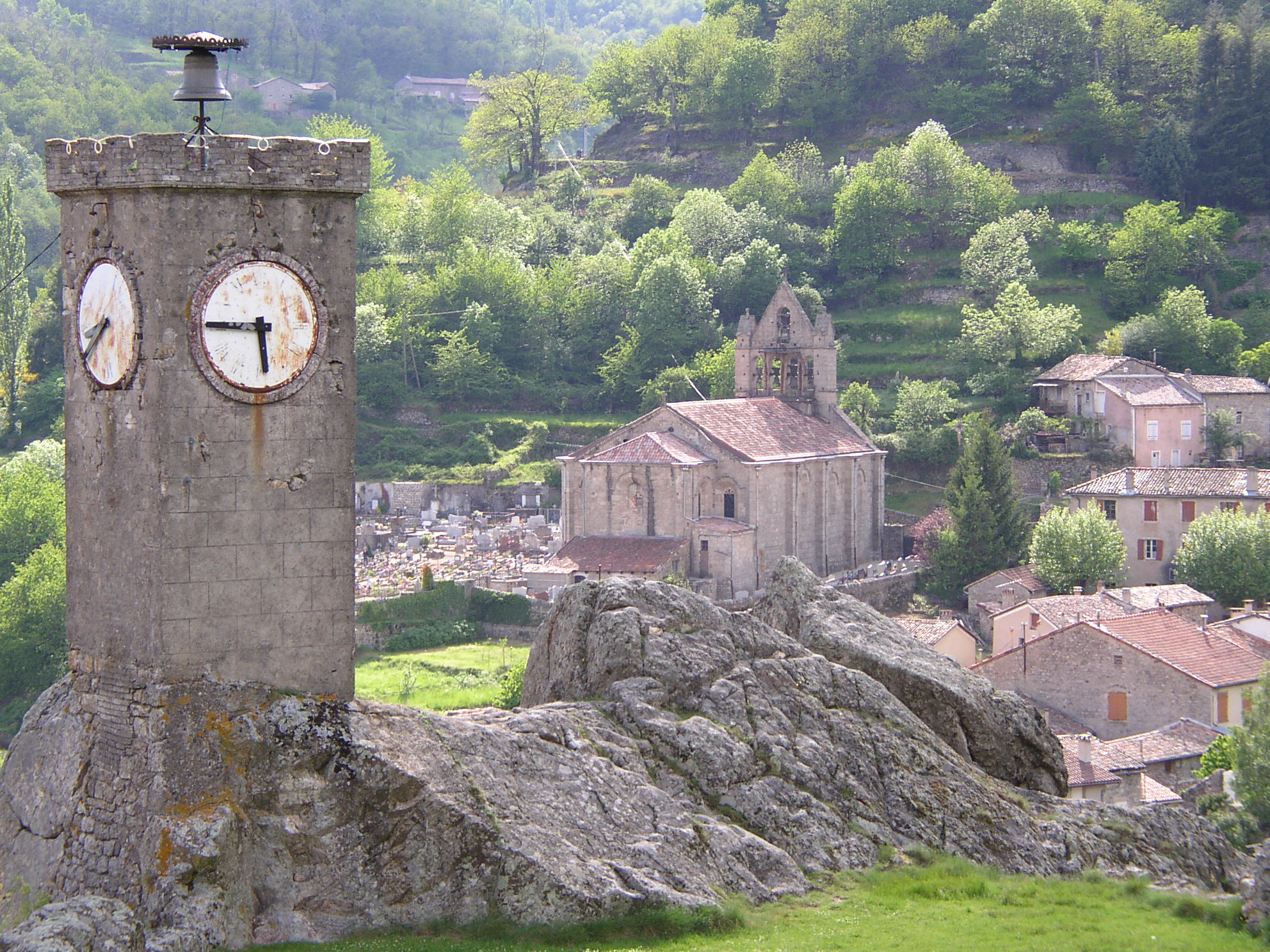
Église Saint-André de Burzet.

Réalisée en pierre de granit du pays, elle constitue un ensemble par son architecture : style roman en extérieur et caractéristiques gothiques à l’intérieur.

## Protection
L'église Saint-André fait l’objet d'un classement au titre des monuments historiques par arrêté du 3 novembre 1930.